# Vejbyer i Danmark
Ved en vejby forstås en bymæssig bebyggelse uden (der ikke fik) jernbanestation. Sådanne bydannelser opstod fra omkring midten af 1800-tallet, og de udviklede sig ved siden af stationsbyerne men ofte i skyggen af disse: hvor vejby og stationsby lå nær hinanden, var det ofte stationsbyen, der fik den største fremgang både med hensyn til befolkningsvækst, oplandstjenester og industri. Vejbyer er opstået i tilknytning til veje, vejforgreninger eller vejkryds og adskiller sig derved fra landbrugsbyer, der er gamle landsbyer med senere tilskud af andre (bymæssige) næringsveje.
En del tidlige vejbyer fik med tiden også jernbaneforbindelse og ophøjedes derved til stationsbyer. Andre tidlige vejbyer gik i stå i deres udvikling, hvis der i omegnen oprettedes en jernbaneforbindelse med station.
Som eksempler på vejbyer kan nævnes Fuglebjerg og Osted på Sjælland, Haarby på Fyn, Tranebjerg og Nordby på Samsø, samt Assens cementby, Hals, Hjallerup, Holsted, Ranum, Rønde, Terndrup og Ørsted i Jylland.

## Antal og fordeling
Vejbyernes antal har varieret meget over tid. Det skyldes flere forhold:
- alle vejbyer er ikke opståede samtidigt. De ældste vejbyer opstod allerede i 1800-tallet, mens nye fremkom i mellemkrigstiden og et større antal vejbyer først fremkom efter 1960, da bilismen for alvor slog igennem.
- det forhold, at mange tidlige vejbyer med tiden fik jernbaneforbindelse, gør, at vejbyen som bebyggelsesform er flygtig: kun få bydannelser forblev vedvarende vejbyer, langt de fleste havde imidlertid station i en kortere eller længere årrække. Dette indebærer, at man til enhver tid må se vejbyerne som de byer, der ikke tidligere havde haft jernbane, mens en anden gruppe udgøres af forhenværende stationsbyer.

Enhver talmæssig oversigt må derfor afspejle vejbyerne i tid og rum.
Med hensyn til beliggenheden, så udvikledes de tidligste vejbyer i egne, hvor hverken havnebyer (ladepladser, skipperbyer, fiskerlejer), stationsbyer eller købstæder fandtes. Sådanne steder var i og for sig ikke mange, men de fandtes dels på mindre øer, dels i de mellemrum, som det med tiden ret tætmaskede jernbanenet efterlod, ikke mindst i Jylland, hvorimod sådanne steder var få på Fyn og Sjælland.

## Vejbyernes udvikling

### Tidlige vejbyer: tingsteder og fabrikssteder (indtil 1855)
De tidligste vejbyer udvikledes ved siden af de datidige ladepladser fra slutningen af 1700-tallet dels i form af tingsteder (med herredsfoged- eller birkedommerbolig), der ofte (men ikke altid) trak kro, lægebolig og apotek med sig (foruden kirke, præstegård og skole), således Hørsholm, Fredensborg, Høng, Hørup (senere Kjellerup), Ketterup (senere Fjerritslev), Bælum, Brædstrup, Holsted, Skjern, Herning, Odder samt Hammel, dels som fabrikssteder oprettede i tilknytning til vandkraft: Kongens Lyngby, Usserød, Hellebæk, Frederiksværk, Fakse, Fensmark foruden en række steder i jyske ådale; i begyndelsen synes ingen af disse steder dog at have haft større betydning for bynæringernes udøvelse.
Første halvdel af 1800-tallet var præget af følgende træk:
- for det første skete der en almindelig befolkningsvækst i landdistrikterne. Denne kunne ikke opfanges af landbruget alene, og i forbindelse med denne skete der en vækst i antallet af håndværkere (hvoraf mange snarere må opfattes som husflidsudøvere blandt den voksende husmandsklasse)[2] men uden, at der skete en samling i bestemte landsbyer.
- for det andet indebar den daværende næringslovgivning, at købstæderne var omgivet af et "læbælte" med en radius på 2 mil, som beskyttede dem imod fremkomsten af håndværkere og handlende, der kunne konkurrere med dem om kunderne i de omgivende landkommuner.
- for det tredje skete fremvæksten af en del fabriksdrift i landsognene, dels i forbindelse med råstofudvinding (ikke mindst teglværker), dels i forbindelse med udnyttelsen af åernes vandkraft[3].
- for det fjerde at sejlskibsfart fra ladepladser og udskibningssteder over alt langs de danske kyster prægede fragtbilledet, idet man om muligt søgte ud til kysten hellere end at tage køreturen ad landevejene, der som regel var i ringe stand.

Disse forhold indebar, at datidens bebyggelsesmønster helt prægedes af købstæder og af landsbyer med indslag af husflidsudøvere. En egentlig fremstillingsvirksomhed skete ved fabrikssteder i forbindelse med vandløb, og af oplandsrettet virksomhed kunne forekomme i landsogne: tingsted (med herredsfoged- eller birkedommerbolig), jordemoder, distriktslæge, dyrlæge, apotek, sygehus, postekspedition, marked, kro og gæstgiveri, kornmølle.
I datidens samtidige beskrivelser af landsognene hed det nogenlunde ensartet fra sogn til sogn, at agerbrug er hovederhvervet, i kystegne dog suppleret med fiskeri, i skovegne med skovbrug og stedvis med omtale af husflid og lignende.
Det bør nævnes, at der frem til 1855 kun fandtes en enkelt, kort jernbanestrækning i kongeriget, nemlig fra København til Roskilde (oprettet 1847). De få steder, der ved siden af ladepladser kunne have karakter af vejbyer med tingsted, læge, apotek og/eller mølle eller fabriksdrift, var til at overse:
Kgs. Lyngby var allerede ved begyndelsen af 1800-tallet en betydelig by: 890 indbyggere 1801, 1175 indbyggere i 1840. Byen havde kirke, præstegård, skole, postkontor, distriktslægebolig, apotek, en afdeling af Gentofte hospital, 2 gæstgivergårde. Af fabrikker havde byen omkring århundredets midte 1 vandmølle, 1 jernstøberi, 1 maskinbyggeri, 1 fabrik for landbrugsredskaber og tæt ved 1 teglbrænderi.
Hørsholm var i midten af 1800-tallet tingsted for Hørsholms Birk med bolig for birkedommeren, i byen lå en kaserne med tilhørende huseskadron, postkontor, apotek og læge, der lå fem fabrikker i byen (stivelsesfabrik, garveri og flere bryggerier) og blev afholdt markeder. Byen havde 501 indbyggere i 1801, 643 i 1840.
Ved Usserød lå en militær klædefabrik ved Usserød å, oprettet i 1790’erne, i 1855 med omkring 175 ansatte.
Fredensborg var en gammel slotsby, ting- og valgsted, opvokset i tilknytning til det i 1720 opførte slot. Jernbaneforbindelse fik byen allerede 1864, men til trods herfor var udviklingen stagnerende: 443 indbyggere i 1801, 618 indbyggere i 1840, 758 i 1860 , 776 i 1870 og 795 i 1880; fra 1880 til 1890 var indbyggertallet endda faldende. Fredensborgs manglende vækst skal givetvis ses i lyset af dels købstaden Hillerøds nærhed, dels fraværet af industri. I midten af 1800-tallet beskrives byen som ”en samling af større og mindre lyststeder, boliger for pensionister, embedsmænd samt handlende, håndværkere og almuefolk”.
I Hellebæk lå en geværfabrik. Den ældste fabrik på stedet oprettedes allerede i 1600-tallet , idet man ved hjælp af et system af gravede kanaler og opstemninger havde skabt muligheder for mølledrift; en lille by voksede op omkring en række vandmøller. I begyndelsen produceredes mel og gryn. Senere kom værkstedsmøller til, og hele virksomheden blev kaldt Hammermøllen. I 1660’erne startede geværfabrikationen, den voksede støt gennem tiden, og sidst i 1700-tallet antog værket navnet Kronborg Geværfabrik. Byen lå inden for Helsingør købstads læbælte og havde ingen handlende. I 1870 blev driften ændret til klædefabrik.
Ved Frederiksværk udnyttedes vandkraften fra en kanal, som i 1719 gravedes gennem tangen mellem Arresø og Roskilde Fjord. 1756 blev området langs kanalen overdraget kancelliråd J.F. Classen og etatsråd Just Fabritius med den klausul, at der skulle fremstilles krudt. Til det formål opførtes 6 møller, men Classen gik videre og etablerede et kanonstøberi, som var i drift til 1832. I 1858 var der på stedet jernstøberi (90 sysselsatte), maskinfabrik (60 sysselsatte), knivfabrik med slibemølle (57 sysselsatte), krudtfabrik (27 sysselsatte) og kobbervalseværk (24 sysselsatte), desuden bryggerier, smedeværksted for agerdyrkningsredskaber og 2 købmandsforretninger. Byen havde 185 indbyggere i 1769, 306 i 1787 og 505 i 1801 og 739 i 1850.
Høng blev tingsted 1838. Nogen egentlig bymæssig udvikling synes ikke at have fundet sted i løbet af 1800-tallet.
Fakse kalkbrud blev først industrielt udnyttet fra 1862.
Ved Fensmark oprettedes 1825 Holmegaard Glasværk, Danmarks ældste glasværk.
Odder var hovedby i Hads Herred; ved byen lå 5 vandmøller tæt efter hinanden på en henved 2 km lang strækning af Odder Å. Byen havde apotek og fra midten af 1800-tallet afholdtes 2 årlige markeder. I tilknytning til byen fandtes teglbrænderier, møller og bryggerivirksomhed. Byen havde 469 indbyggere i 1801, 889 indbyggere 1840.
Silkeborg var fra 1845 hjemsted for Drewsens papirfabrik. I 1846 fik stedet tillige handelsprivilegier. Byen voksede hurtigt: i 1850 havde den 556 indbyggere, i 1855 allerede 1.204 indbyggere.
Hammel blev tingsted i 1837 for Frijsenborg-Favrskov Birk. I 1848 oprettedes et apotek, en gæstgivergård i 1851, posthus i 1864, sparekasse i 1866. I 1866 oprettedes tillige en klædefabrik i byen.
Hørup var tingsted for Lysgård og Hids Herreder fra 1837. I 1869 blev herredskontoret flyttet fra Hørup til Kjellerup.
Bælum var tingsted for Hellum og Hindsted Herreder samt Lindenborg Birk.
Vestervig var tingsted for Hassing-Refs Herred. Byen havde 81 indbyggere i 1840 og 123 i 1860.
Herning var tingsted i Hammerum Herred. I 1827 lod den da nytiltrådte herredsfoged opføre et nyt tinghus et par km øst for landsbyen. I 1832 bosatte en apoteker sig ved siden af tinghuset. I 1839 opførtes gæstgivergården Christiansminde, og i 1841 bosatte sig en læge på stedet. I de følgende år bosatte flere håndværkere sig ligeledes i Herning, og markvejen blev til Herninggade. Da landevejen mellem Ringkøbing og Silkeborg blev anlagt igennem den sparsomme bebyggelse i 1840'erne og en ny hovedvej fra Holstebro over Herning til Vejle opførtes - delen til Holstebro i 1858 og til Vejle i 1864, voksede landsbyen yderligere: byen havde i 1840 21 indbyggere, i 1860 101 indbyggere.
Sammenfattende kan det således siges, at flere af de nævnte bymæssige bebyggelser frem til midten af 1800-tallet havde en stagnerende befolkning, skabt ved en samling af mennesker først og fremmet forårsaget af fabriksvirksomhed, der udnyttede stedlig vandkraft og dermed stod på et førindustrielt stade.
Det bør dog bemærkes, at antallet af håndværkere og handlende på landet var voksende: til 1847 var der givet i alt 80 høkerbevillinger, og i årene 1848-1855 blev der givet 666 høkerbevillinger. Men endnu blev vareforsyningen klaret i en købstad, på markeder eller hos omløbende bissekræmmere (indtil denne omløben blev standset ved lov af 25. maj 1873 med virkning fra 1882).

### Næringsfrihedens indførelse (1855-1870)
Omkring midten af 1800-tallet indtrådte der tre forandringer i levevilkårene på landet, som ret hurtigt satte sig spor:
1. næringsfrihedens indførelse (eller snarere læbælternes indskrænkning og gradvise afskaffelse),
2. hedeopdyrkningen, og
3. anlæggelsen af hovedbanenettet.

Af disse tre spillede næringsfriheden uden tvivl den største rolle. I kraft af næringsfriheden kunne tingsteder udvide deres tilbud af oplandstjenester, men langt vigtigere var det, at der ved siden af tingstederne opstod et net af oplandsbyer i tilknytning til vejkryds med kro, købmand, læge og apotek – vejbyerne.
Efter 1855, i 1860’erne og 1870’erne, fik mange landsbyer en mere alsidig næringssammensætning, idet håndværkere og handlende efter indførelsen af næringsfriheden (høkerloven 1856, næringsloven 1857, ikrafttrådt 1862) slog sig ned på landet. Det ser ud til, at gode vej- og oplandsforhold spillede den største rolle for denne udvikling, der skete på et tidspunkt, hvor hovedbanerne endnu var under anlæg. I løbet af blot 10 år skete der en voldsom vækst i antallet af næringsudøvere i landsognene: købmænd og høkere voksede fra 288 i 1860 til 923 i 1870, antallet af urtekræmmere voksede fra 16 til 22, for boghandlere fra 6 til 20, for manufakturhandlere fra 6 til 25, for vognmænd fra 198 til 274 og for gæstgivere og lignende fra 647 til 808, i alt for de nævnte tjenester fra 1.161 til 2.072.
Som det ses skete der næsten en fordobling af disse næringer, idet købmænd og høkere næsten firedobledes. Indtrykket af fremgang for handelen ville blive endnu større, dersom de i de samme år oprettede brugsforeninger var taget med. Det ses ligeledes, at antallet af udvalgsvarehandlende endnu i 1870 var ret beskedent.
Et stort antal landsbyer fik kro og købmand i disse år, men derud over var der tillige flere steder, der i kraft af tilkomst af læge og apotek fik præg af områdecentre, således Aarup, Bjerringbro, Borup, Brædstrup, Fakse, Farsø, Fuglebjerg, Rønde, Terndrup, Skibby (kun læge), og Uldum. Helsinge, Svinninge og Kjellerup (Hørup) bragte det endnu videre.
Af betydning for den senere udvikling var det tillige, at antallet af læger og apoteker samt sygehuse i landkommunerne voksede, og som en delvist særskilt virkende oplandsskabende virksomhed må desuden nævnes fremkomsten af højere skoler, især seminarier og landbrugets højskoler. Endvidere spillede brevsamlingssteder og dermed datidens postruter med postdiligence samt forekomsten af markeder en rolle for hvor, der udviklede sig samlingssteder for landbefolkningen.
Til belysning af den udvikling, der fandt sted, kan nævnes Fuglebjerg på Sydvestsjælland. Omkring 1855 blev byen beskrevet således: "Byen Fuglebjerg ved Landeveien fra Nestved, hvor denne deler sig til Slagelse og Skjelskør, med Kirken af almindelig Bygning, Skole, Kro", mens den i begyndelsen af 1870-erne beskrives således: "Byen Fuglebjerg ved Landeveien fra Nestved, hvor denne deler sig til Slagelse og Sorø, med Kirken, Skole, Kro, Apothek, Postexpedition, 2 Kjøbmandshandler, 2 Farverier, Bageri, Ølbryggeri og forskjellig Haandværksdrift".
På lignende måde hedder det om Terndrup i Østhimmerland omkring 1855: "Terndrup med Skole, Apothek, Kro og Vandmølle", men i 1870-erne: "Terndrup med Skole, Apothek, Districtslæge- og Lægebolig, Kro, Vandmølle og en Stampemølle (tæt ved Byen en lille Lund, Terndruplund, hvor Folkefester afholdes)".
Om Helsinge i Holbo Herred i Nordøstsjælland, der først blev tingsted i 1850-erne, hed det da: "Helsinge med Kirken, af sædvanlig Bygningsform, Præstegaard, Thingsted for Kronborg vestre Birk (under Opførelse), Bolig for Birkedommeren, Kro" men i 1870-erne: "Helsinge med Kirken, Præstegaard, Thingsted for Kronborg vestre Birk, Postexpedition, Læge-, Procurator- og Dyrlægebolig, 2 Gjæstgiverier, Bryggeri, Farveri, Pottemageri, 2 Veirmøller, 2 Bagerier, 4 Kjøbmænd".
I samme tidsrum blev de allerede tidligere fremvoksede mere alsidige egnscentre Løgstør, Nørresundby og Silkeborg ophøjede til privilegerede handelspladser.

#### Oplandssteder
Frem til omkring 1870 spillede vejnettet således en væsentlig rolle for bebyggelsen, idet en del af de næringsdrivende, som bosatte sig i landdistrikterne både før og efter næringslovens vedtagelse, slog sig ned dels i de daværende landsbyer, dels ved vejkryds, hvor de bevirkede dannelsen af vejbyer. Et eksempel på disse tidlige vejbyer er Vester Brønderslev: Landsbyen Vester Brønderslev lå i en sådan afstand fra hovedfærdselsåren gennem Vendsyssel (Hjørring – Nørresundby), at dens næringsmæssige udvikling ikke påvirkedes synderligt heraf. I midten af 1830’erne byggedes øst for landsbyen en landevejskro, og fra 1843 afholdtes her markeder, som med tiden blev ret store ("Store Brønderslev Marked") og af betydning for kreaturpriserne. Kroen, markederne og en tiltagende landevejsfærdsel medførte, at der lidt efter lidt – i 1850’erne – bosatte sig flere næringsdrivende ved landevejen. Høkerloven og den nye næringslov muliggjorde, at der bosatte sig flere næringsdrivende dels i landsbyen, dels ved landevejen. Herude (i østbyen) lå foruden kroen med brevsamlingssted en stor købmandshandel, jernstøberi, teglværk, uldspinderi, rebslageri, bageri, smedeværksted og vognfabrik. Hele denne bydannelse skyldtes således landevejsfærdslen.
Steder som Vestervig, Fjerritslev, Holsted og Bælum var også allerede ved midten af 1800-tallet tingsteder og havde stort set det samme udbud af tjenester men uden, at der skete en tilsvarende byudvikling. Det er påfaldende, at ingen af disse steder fik tidlig jernbane. Desuden fik et mindre antal landsbyer allerede frem til omkring 1855 oplandsfunktioner uden, at deres præg af landsbyer derved ændredes; det gælder først og fremmest Ringe på Fyn, Tarm, Ørsted, Grindsted og Hornslet i Jylland.
Omkring 1870 havde følgende daværende vejbyer ved siden af oplandstjenester så som læge, apotek, posthus, tillige tingsted og bolig for herredsfoged eller birkedommer, for enkeltes vedkommende endvidere valgsted, sygehus, avis, dyrlæge, bank eller sparekasse, marked, højskole eller lignende og/eller industri: Odder, Hørsholm, Fredensborg, Vestervig, Tranebjerg, Helsinge, Hammel, Kjellerup og Herning, mens byer som Esbønderup, Ørsted, Tarm, Grindsted, Fuglebjerg, Farsø, Hornslet, Brørup, Kgs. Lyngby, Rønde, Fakse, Bjerringbro og Svinninge havde læge og/eller apotek foruden købmand, kro samt de for kirkelandsbyer almindeligt kirke, præstegård og skole. Dertil kom større antal vejbyer med kro og for fleres vedkommende tillige købmand samt undertiden industri, især vand- eller vindmølle, undertiden bageri, farveri, uldspinderi eller bryggeri således Farum, Steenstrup, Mørkøv, Thyregod, Skødstrup, Ruds Vedby, Års, Brande, Mørke (ingen kro), Asnæs (kun købmand), Allingåbro (kun købmand), hvortil et antal steder med kro men ingen købmand. Det kan nævnes, at Hørsholm i 1870 havde 519 indbyggere, Helsinge 460, Ringe 361, Odder 1164 og Rønde 330 indbyggere; Til sammenligning kan oplyses, at Herning havde 246 indbyggere. I alt kan således udskilles en snes steder med et mere alsidigt betjeningsudbud og yderligere ca. 30, hvor kro, købmand og mølle ofte var ene om at udgøre oplandsbetjeningen.

#### Jernbanernes manglende indflydelse
Der imod spillede den samtidige fremkomst af et jernbanenet kun en beskeden rolle. Ganske vist lykkedes det i tiden frem til omkring 1870 at oprette et hovedbanenet fra København over Hillerød til Helsingør, og fra Hovedstaden til henholdsvis Kalundborg, Korsør og over Næstved til Vordingborg (samt fra Nordfalster til Nykøbing og tværs over Lolland til Nakskov), desuden tværs over Fyn og i Jylland dels til Esbjerg og Varde, dels til Århus og herfra henholdsvis til Silkeborg, over Viborg til Struer og over Randers og Hobro til Ålborg (samt fra Nørresundby over Hjørring til Frederikshavn), men dels var dette jernbanenet ikke sammenhængende før omkring 1870, dels rakte dets indflydelse kun til det nærmeste opland, hvorfor store dele af landet fortsat var uden jernbaneforbindelse i rimelig nærhed, hvilket imidlertid ikke hindrede fremkomsten af oplandsbyer i baneløse egne, hvor oplandsforholdene var til det.
Stedvis fremstod jernbanernes konkurrenceevne dog i forhold til vejbyernes. Således Årup på Fyn, hvor der straks efter banens åbning i 1865 blev bygget et par købmandsgårde og en lægebolig og allerede året efter en mængde ejendomme, blandt andet en gæstgivergård. I 1870 blev apoteket i vejbyen Gripsvad flyttet til byen og udviklingen dermed flyttet til den opvoksende stationsby.

#### Landdistrikternes industrier
Samtidig med, at oplandsnæringer bredte sig på landet, skete der et uafhængigt opsving i antallet af landsbyer med håndværkspræget fabriksvirksomhed (bageri, mølle, dampmølle, savværk, teglværker, maskinværksteder og lignende).
Manglende stedlige sammenfald mellem industri og jernbane omkring 1870 viser, at der endnu frem til denne tid var tale om to sideløbende og indbyrdes uafhængige udviklingsretninger: Således udgjorde andelen af stationer, der tillige havde industri 28% og andelen af industristeder, der tillige havde jernbaneforbindelse 29%., men netop omkring 1870 synes der at ske et skifte i retning en større samordning af industri og baneforbindelse således, at industristeder fik jernbaneforbindelse, ny industri blev lagt ved eller ældre industri omflyttet til stationsbyer, eller industri og jernbane blev anlagte omtrent samtidig og åbenbart under hensyn til hinanden, hvorved vejbyerne svækkedes med hensyn til at tiltrække eller fastholde industrivirksomhed. Eksempelvis blev Peder Andersens cykelfabrik flyttet fra Gedsted til Aalestrup stationsby og Peder Nielsens “Pedershaab” flyttet fra Tylstrup til Brønderslev stationsby

#### Hedeopdyrkningen
Endnu omkring midten af 1800-tallet udgjorde de jyske hedeegne de tyndest befolkede dele af Helstaten. Hedeopdyrkningen medførte, at disse egne nu fik en tættere befolkning og dermed for, at oplandsgrundlaget for bydannelser blev forbedret.

### Omstillingstiden (1870-1900)
Tiden mellem 1870 og 1900 lagdes grunden til de følgende årtiers udvikling. Tiden kendetegnedes ved:
- landbrugskrisen og i forlængelse heraf afvandring fra landdistrikterne,
- hovedbanenettets færdiggørelse,
- oprettelse af oplandsrettet virksomhed: sparekasser, andelsmejerier og forsamlingshuse,
- begyndende industrialisering i det åbne land,
- oprettelsen af folkehøjskoler.

#### Oplandsvirksomhed vinder frem
Tiden mellem 1870 og 1900 kendetegnedes ved, at oplandrettede tjenester og næringer i stigende grad vandt frem i landsognene. Disse var ikke indbyrdes forbundne men deres delvise sammenfald i beliggenhed bevirkede, at der udviklede sig nye oplandscentre på landet, og med tiden skete der en voksende samordning mellem oplandstjenesterne, idet nytilkomne naturligvis måtte foretrække sådanne byer, som folk i omegnen i forvejen søgte til.
Årene frem til 1876 var kendetegnet ved kornhandelsperiodens opblomstring. Landbruget tjente gode penge, og der var mulighed for at spare op. Som følge heraf oprettedes stribevis af sparekasser i landsognene. Endnu i 1860 fandtes der kun 57 sparekasser, fortrinsvis med hjemsted i købstæderne, i 1865 var tallet vokset til 76 og i 1870 til 168. I de første år af 1870-erne voksede antallet yderligere, alene i 1870 oprettedes 45, i 1872 42 og i 1873 82 sparekasser og nu fortrinsvis i sognekommunerne. I 1891 var antallet nået op på 540, hvor efter antallet faldt en smule til 508 frem til århundredeskiftet. Beliggenheden af disse sparekasser skulle få indflydelse på beliggenheden for fremkomsten af nye oplandscentre i disse år.
I 1876 indtrådte kornhandelskrisen, som med et slag vendte vilkårene for landbruget. Men allerede få år senere kunne krisen atter vendes til en ny fremgang, nu i form af andelsmejerier: i 1882 oprettedes det første andelsmejeri i Hjedding ved Varde, og frem til århundredeskiftet voksede antallet hastigt til 1067 (og i 1909 til 1163). Også denne udvikling medvirkede til fremkomsten af nye bydannelser i landsognene.
I 1870-erne og 1880-erne skærpedes de politiske modsætninger i landet. Endnu i 1860-erne og 1870-erne dannede skoler rammen om et voksende antal foreninger og deres virksomhed, men fra slutningen af 1870-erne greb staten ind: først forhindrede man brug af skoler til offentlige møder, og i 1885 fulgte det såkaldte "Mundkurvscirkulære", der forbød offentlig agitation imod regeringen. I 1887 blev det bestemt, at tilladelse til møder skulle gives af Kirke- og Undervisningsministeriet. Disse forhold gjorde, at befolkningen søgte at finde andre måder at mødes på, og løsningen blev oprettelse af forsamlingshuse. I årene 1885-1905 oprettedes næsten 900 forsamlingshuse over hele landet.
Fremkomsten af sparekasser, andelsmejerier, forsamlingshuse havde ikke de samme årsager, skønt de fandt sted nogenlunde på samme tid, og de var ikke indbyrdes forbundne. Der imod er det klart, at deres antal gjorde, at et vist sammenfald i beliggenhed alligevel forekom, og dette var en medvirkende årsag til, at nye oplandscentre voksede frem i landsognene.

#### Befolkningen flytter sammen
Medvirkende til oplandscentrenes fremkomst var tillige de samtidige befolkningsforskydninger i landsognene.
Efter 1870 skete et skifte i befolkningsudviklingen – eller snarere en uddybning af udviklingen fra den foregående menneskealder: i de østdanske landsogne (herunder Bornholm) udviklede den tidligere stadigt mere aftagende befolkningsfremgang sig nu til en udbredt befolkningstilbagegang, som nåede et højdepunkt mellem 1880 og 1901; en undtagelse herfra var enkelte, spredt beliggende landsogne, hvor begyndende stationsbydannelser og fabriksvirksomhed bevirkede en befolkningsfremgang, som viste at en ny udvikling var sat i gang (fx Esbjerg, Haslev, Fakse, Jyderup, Odder, Vejen, Assens, Brønderslev). Udviklingen faldt sammen med hovedbanenettets færdigudbygning (indtil omkring 1882), mens udbygningen af oplands- eller sidebaner så småt begyndte i 1880-erne og for alvor gennemførtes i 1890-erne (og fortsatte efter århundredeskiftet) og en tiltagende industrivirksomhed bredte sig i landsognene.
Af særlig betydning var det, at for den del af landdistrikterne, der lå uden for de nye bydannelser, udgjorde perioden derimod en tid for delvis afvikling af den spredte handels- og håndværksvirksomhed, som tidligere havde gjort sig gældende. En sammenligning af sysselsætningen for håndværk og industri i 1890 og 1906 i landsognene som helhed viser en yderst sammensat udvikling: omkring 1/3 havde tilbagegang, 2/3 fremgang. En nøjere gennemgang antyder, at tilbagegangen især ramte landsogne uden bymæssig bebyggelse, fremgangen derimod skete først og fremmest i landsogne med bymæssig bebyggelse. Tilmed synes sådanne bysogne at have bevirket en mindskning i de omgivende sogne af håndværk. Dette indebærer, at der i virkeligheden skete en vis samling af håndværk og industri i de nye bymæssige bebyggelser på bekostning af ”rene” landområder.
En del af baggrunden for den udvikling, der skabte grundlag for fremkomsten af stationsbyer og vejbyer, må øjensynligt i første række søges i købstædernes samtidige udvikling. Købstæderne kunne ganske enkelt ikke opsuge hele den indvandring, der skete i anden halvdel af 1800-tallet, ikke mindst efter landbrugskrisen i 1870-erne. En modvandring fandt sted, ganske givet fremmet af næringsfrihedslovgivningen, der gav næringsdrivende ret til at bosætte sig på landet uden for købstædernes læbælte. Dette kan belyses dels ved folketællingernes fødestedsoplysninger (fra 1845), dels ved folketællingernes oplysninger om seneste opholdssted før tilflytning (fra 1901 til 1921). En oversigt fra tællingen 1901 viser således, at af landområdernes befolkning var 108.159 tilflyttet fra stæderne, heraf 32.593 fra hovedstaden og 75.566 fra provinsbyerne. En meget stor del af disse tilflyttere var øjensynligt håndværkere, købmænd og handlende, folk i tjenesteydende næringer og embedsfolk, der havde fået deres uddannelse og næringsbrev i købstæderne men foretrak at bosætte sig på landet. Af fødestedsopgivelserne i folketællingerne fra 1870, 1880 og 1890 ses, at de i købstæderne fødte udgjorde 25-40 % af de næringsdrivende på landet. Fordelingen af de største af disse nye byer antyder en betjeningsfordel, når rejseafstanden til de gamle købstæder blev for stor. Mange nye byer kunne derfor slå sig op på at betjene et større eller mindre opland.
Omkring 1900 er billedet af vejbyernes rolle mere broget: overalt var stationsbyerne nu under fremvækst, deres betydning var erkendt, og der skete netop i årene omkring århundredeskiftet en voldsom udbygning af banenettet. Adskillige af de vejbyer, der var kommet længst i deres udvikling i 1870-erne, gik derfor også over i stationsbyernes rækker. Af byer, der havde deres opkomst som vejbyer og midtvejsbyer og som endnu ikke havde fået jernbaneforbindelse i 1899, kan nævnes: Kjellerup/Hørup, Vestervig, Brædstrup, Hammel, Ørsted og Tranebjerg på Samsø, der alle havde et rigt varieret udbud af oplandstjenester som tingsted, herredsfoged- eller birkedommerbolig, avis, sessionssted, valgsted foruden andre, af midtvejsbyer med sygehus, marked, højere skole (seminarium, teknisk skole, realskole og lignende) kan nævnes Videbæk, Grindsted, Ruds Vedby, Hadsund, Løkken, Skibby, Farsø, Glumsø, Østbirk og Dronninglund mens byer med oplandsfunktioner som sparekasse eller bank, forsamlings- eller missionshus, og læge omfattede steder som Brande, Asnæs, Hundslund, Gylling, Jerslev, Vorbasse, Hjallerup, Stokkemarke, Aså, Vig, Horslunde og Svinninge, og et mindre antal vejbyer udviste sammensætningen med kro, købmand, skole, kirke og industri; dertil kom flere steder med enkelte og øjensynligt ret tilfældige oplandstjenester. Nu som tidligere var det atter i de jernbaneløse egne på Sjælland og i Midtjylland, at vejbyerne kunne trives.

#### Industrier vinder frem
Det hører med til billedet af tidens udvikling, at megen håndværksvirksomhed fik et mere industrielt præg, og at der endda oprettedes egentlige industrier i landsognene, fx maskinfabrikker, savværker, teglværker, andelsmejerier, bagerier, uldspinderier, farverier, garverier og bryggerier. Eksempelvis oprettedes den første sukkerfabrik i 1872 i Holeby på Lolland.
En del tidlige industristeder udviklede sig efterhånden til større eller mindre bymæssige bebyggelser, men forholdsvis sjældent synes anlæggelsen af tidlig industri at have været eneste årsag til byudvikling. Mere specielt var det, at i Assens ved Mariager Fjord oprettedes 1875 portlandcementfabrikken “Cimbria”, og 1889 fulgte “Dania”, hvilket førte til en voldsom stedlig befolkningsvækst. Mellem en fjerdedel og en femtedel af industrien lå i landkommuner gennem hele perioden frem til 1. verdenskrig.

#### Jernbanernes voksende betydning
Mellem 1870 og 1885 færdiggjordes hovedbanenettet, idet især det midt- og vestjyskske område blev inddraget. Dette til trods var maskerne i banenettet endnu i 1885 ret store, hvilket indebar, at betydelige dele af landet fortsat lå uden for banenettets direkte indflydelsesområde. Hovedbanenettets færdiggørelse indebar, at jernbanens betydning for byudviklingen voksede drastisk. Silkeborg, Herning, Esbjerg og Struer er alle eksempler på jernbanens tidlige betydning. Det er påfaldende, at flere steder, der allerede tidligt var blevne samlingssteder for oplandstjenester, ikke havde befolkningsvækst af betydning før jernbanens anlæggelse mens denne omvendt næsten overalt synes at have fremmet befolkningsvækst.
Mest udtalt var byudviklingen i de områder, der lå fjernest fra de gamle købstæder, og her skilte Silkeborg, Herning og Esbjerg sig ud.
For Silkeborg var det oprettelsen af papirfabrikken 1844, der var den umiddelbare årsag til, at stedet 1846 fik anerkendelse som handelsplads. Dermed begyndte en voldsom byvækst, som nåede et højdepunkt ved Silkeborgs ophøjelse til købstad 1899. Hvor stedet i 1801 kun havde 44 indbyggere og 68 indbyggere i 1840, så steg antallet til 149 indbyggere i 1845, 556 indbyggere i 1850, 1.204 indbyggere i 1855, 1.775 indbyggere i 1860, 2.338 indbyggere i 1870, 2.931 indbyggere i 1880, 4.217 indbyggere i 1890 og 7.228 indbyggere i 1901. Jernbaneforbindelse fik byen 1871, men det var ikke mindst i kraft af den forud gående udvikling som vejby.
Herning var allerede i midten af 1800-tallet blevet et midtpunkt for herredet, men denne stilling afspejlede sig ikke i stedets indbyggertal: 21 indbyggere i 1840 og 101 indbyggere i 1860, 246 indbyggere i 1870 og 1.064 indbyggere i 1880. Jernbaneforbindelse fik byen 1877. Omkring 1860 beskrives Herning således: "Herning med Thinghuus, Lægebolig og Apothek, Post- og Befordringsexpedition, Kro, Handelsetablissement, Skole m.m.", omkring 1879 således: "Herning med Thinghuus, Districtslægebolig og Apothek, Postexpedition og Telegraphstation, flere Handelsetablissementer, Skole, Valgsted for 4de Folkethingskreds, Herning Hede- og Discontobank, et Bogtrykkeri, hvorfra udgaaer Dagbladet "Vestjylland", Veirmølle, en Klub, Hammerum Herreds Folkebibliothek, det danske Hedeselskabs Planteskole, Sparekasse, Uldspinderi ved Dampkraft, Bog- og Papirhandel, 2 Kroer m.m.". Desuden oplyses, at "Flere Familier udenfor Bondestanden, navnlig Embedsmænd, flere Kjøbmænd eller Handlende, 2 Læger, 1 Dyrlæge, 2 Procuratorer og en Mængde Haandværkere have Bopæl i Herning, der ved Forholdenes Udvikling efterhaanden er blevet et Centralpunkt for Herredet, hvilket den endnu i høiere Grad vil naae at blive, naar Jernbanen mellem Selkeborg og Herning, hvorpaa der er givet Concession, bliver færdig. Bliver denne Bane fortsat til Vestbanen vil en ikke ringe Trafik gaae ad denne Vei til Esbjerg". Herning nåede forholdsvis langt i sin vækst og udvikling inden, at byen fik jernbaneforbindelse, og netop fraværet af en jernbaneforbindelse i det midtjyske vest for Silkeborg må anses for en hovedårsag til, at Herning som vejby udviklede sig så vidt.
Esbjerg må derimod ses som et barn af de nye tiders teknologi: den moderne havn og jernbanen. Esbjerggårde bestod endnu ved midten af 1800-tallet af en håndfuld ejendomme. Efter den tyske besættelse af Sønderjylland påbegyndtes 1868 opførelsen af Esbjerg Havn, og 1874 anlagdes en tværbane til Fredericia. På dette grundlag voksede Esbjergs indbyggertal fra 30 i 1860 til 460 indbyggere i 1870, 1.529 indbyggere i 1880, 4.111 indbyggere i 1890 og 13.335 indbyggere i 1901.
I 1890-erne begyndte man at udfylde disse mellemrum med nye private jernbaner, og ofte skete baneføringen under hensyn til allerede fremvoksende vejbydannelser, der så tilknytningen til banenettet som en vigtigt forudsætning for deres fortsatte trivsel og vækst.
Banenettets udbygning til trods var der fortsat mange steder, der ikke fik baneforbindelse indtil år 1900, og som til dels også blev forbigået ved privatbanenettets fortsatte udbygning efter 1900. På grund af den inerti, som lå i tilstedeværelsen af handel og andre oplandstjenester, formåede mange oplandsbyer at overleve en sen udbygning af baneforbindelser i deres nærhed, således Fuglebjerg på Sjælland og Ørsted på Djursland, mens der andre steder udviklede sig dobbeltbyer (en stationsby i nærheden af en vejby) eller tvillingbyer (hvor stationsby og vejby voksede sammen), således blandt andet i Jyderup på Sjælland og Holsted i Jylland, der begge var dobbeltbyer (mens Vejen kan illustrere en tvillingby).
Endelig bør det nævnes, at mange landsbyer på samme tid fik kro, købmand, andelsmejeri og forsamlingshus (foruden skole) som udtryk for de nye tider og uden, at deres præg af landsby derved forsvandt (det vil sige, at der skete en omdannelse til landbrugsby).

#### Stationsbyerne og deres indflydelse
Mellem 1870 og 1885 fremvoksede et stort antal bymæssige bebyggelser i tilknytning til jernbanestationer, ofte anlagte på bar mark, i begyndelsen meget små, ofte med kun 50-100 indbyggere, men også i nærheden af landsbyer, hvorved der opstod dobbeltbyer, idet det gamle landsby- og det nye stationsbysamfund voksede sammen. En stor del af disse tidlige stationsbyer fik allerede straks fra begyndelsen kro, købmand og kornpakhus, sjældnere læge, apotek, dyrlæge, postsamlingssted, bageri, mølle, foruden en række håndværkere og handlende. Dette indebar ofte, at nærliggende vejbyer stagnerede.
Til belysning af jernbanestationernes betydning skal Brønderslevs udvikling atter omtales. Ovenfor er omtalt Vester Brønderslevs udvikling indtil 1870. Med åbningen af jernbanen 1871 kom en standsning i denne udvikling. Jernbanen, hvis station kom til at ligge ved den gamle landsby, skabte her en ny nærings- og befolkningsmæssig udvikling: flere store købmandshandler byggedes, manufakturforretninger, garveri, farveri og maltgøreri oprettedes, ligesom talrige håndværkere kom til. I 1880’erne tog Brønderslev stationsby et afgørende opsving med fabriksvirksomhed, posthus, sygehus, teknisk skole, handelsskole, bibliotek, banker, sparekasser, apotek, læger, dyrlæger, landinspektører, sagførere, et dagblad.
For samtiden var der næppe tvivl om, at jernbanen havde en fremmende betydning på trivsel og næringsudvikling, og mange steder, hvor en vejby var vokset frem eller under fremvækst, forsøgte at få jernbaneforbindelse til yderligere fremme af udviklingen.

#### Vejbyerne
Ved siden af stationsbyerne voksede imidlertid også i disse år en række industri- eller oplandsbyer op uden tilknytning til en jernbane. Blandt sådanne steder kan nævnes Gedsted og Års i Vesthimmerland, hvor antallet af håndværkere og handlende fra 1870 til 1890 voksede kraftigt: i Gedsted voksede antallet af håndværkere fra 9 til 25, i Års fra 6 til 14, mens antallet af handlende voksede i Gedsted fra 0 til 11 og i Års fra 3 til 4.
Et eksempel er også Rønde på Djursland: Rønde var i midten af 1800-tallet en forholdsvis stor landsby med 4 gårde og 29 huse, overvejende boliger for daglejere og husmænd tilknyttet Kalø gods, desuden skole og kro. I 1850-erne skete en regulering af landevejen til Århus, hvorved en række nye bolsteder oprettedes langs den nye vej. 1856 flyttede også kroen derop. Snart fulgte en læge, derefter bageri, købmand, urmager, smedie og et stort snedkeri med 6 svende og lærlinge, samt en politibetjent. Dette "Ny Rønde" lå dog tæt på den gamle landsby. På overgangen mellem de to bebyggelser oprettedes en sammensat korn-, tømmer- og manufakturhandel, der dog snart indskrænkedes til manufakturhandel alene. I 1870-erne byggedes jernbanerne på Djursland, men uden om Rønde, og dette fik følger. Endnu i 1880 var der et teglværk, maskinsnedkeri, en tømrermester og 4 murermestre i byen, i 1890 var kun snedkeriet og en murermester tilbage. Omkring århundredeskiftet blev Rønde skildret således: "Rønde, ved landevejen, med missionshus (opf. 1888), skole, højskole (opr. 1894), lægebolig (2 læger), dyrlæge, købmandshandel, håndværksdrift, cementstøberi m.m., kro, markedsplads (marked i marts, sept., og nov.), telegraf- og telefonstation samt postkontor". Befolkningsudviklingen viste en fremgang fra omkring 174 indbyggere i 1850 til 543 i 1880, men derefter stagnerede den fastboende befolkning frem til 1901; landbrug udgjorde vedvarende omkring en fjerdedel af sysselsætningen.
Blandt steder uden jernbane men med en stor befolkningsfremgang før 1900 kan nævnes Assens ved Mariager (med cementfabrik), Hammel (med tingsted og klædefabrik), Kjellerup (tingsted), Ørsted (sygehus). Kendetegnende for disse byer var afstanden til en større købstad. De største af tidens nye byer, der ved århundredeskiftet allerede havde mere end 500 indbyggere, lå ofte mere end 10 km fra en købstad ligesom deres indbyrdes afstande også var mere end 10 km. Dette taler for, at en vigtig forudsætning for disse byers opkomst var et opland på 5 km eller mere; desuden voksede en del byer øjensynligt op i tilknytning til en større fabrik eller offentlig virksomhed. En sådan vejby var Ørsted på Norddjurs. Endnu frem til århundredeskiftet kunne byen hævde sin stilling i forhold til opkomlingene mod syd, stationsbyerne Allingåbro og Auning. Omkring år 1900 betegnedes Ørsted som en "stor, købstadslignende Landsby med Kirke, Præstegd., Missionshus ("Bethesda", opf. 1899), Skole, teknisk Skole (opr. 1881), Tinghus (Lokale i Fattiggaarden) med Politistation, Syge- og Epidemihus (opf. af Amtet 1885, med 25 senge), Fattiggaard (paa Ørsted Mark, opr. 1881, Pl. for 32 Lemmer), privat Haandgerningsskole med Pogeskole, Distriktslægebolig, Lægebolig, Dyrlægebolig, Apotek (opr. 1867), Farveri, Bryggeri, 2 Møller, Andelsmejeri, Købmandshdlr., m.m., Gæstgiveri, Statstelefonst. og Postkontor".
Den oprindelige Kjellerup landsby lå vest for et tilløb til Tange Å. Efter udskiftningen opstod en ny bebyggelse øst for dette vandløb i et vejkryds i Lysgård Herred, der forbandt de to oprindelige landsbyer Hørup og Kjellerup (vejen mellem Thorning og Iller-(Ans)) krydsede den nord-sydgående landevej mellem Silkeborg og Viborg. Her udviklede sig en markedsplads, apotek, teglværk, smedje, mølle og skole. I 1869 blev herredskontoret flyttet fra Hørup til Kjellerup. I 1875 omtales forholdene således: "Hørup med Thing- og Arresthuus, Vandmølle, Almtoft med Skole og Kjellerup med Skole, Apothek og Kro". I slutningen af 1800-tallet fortsatte en nye bydannelse sin udvikling, og omkring århundredeskiftet beskrives Kjellerup således: "Kjellerup (1490: Koldrup) — 1/2 1901: omtr. 1000 Indb. — ved Landevejen, med Herredskontor (fra 1869), Herredsfogedbolig, Valgsted for Amtets 3. Folketingskr., Sessionssted for 5. Udskrivningskr.’ Lægd 61-86, Missionshus (opf. 1899), Skole, Forskole, Realskole (opr. 1890), teknisk Skole (opr. 1893), Apotek, Lægebolig, Sparekasse for Lysgd. m.fl. Herreder (opr. 4/4 1866; ..., Antal af Konti 1524), Købmandshdlr., Mølle, Maskinværksteder, Ølbryggeri, mange Haandværkere, Hotel, Markedsplads (Marked i Apr., Maj, Sept. og Okt.; paa Markedspladsen en 1894 rejst Mindestøtte for Folketingsmand Niels Albertsen), Telegraf- og Telefonst. samt Postkontor (Byen er mod V. og N. omgiven af en 1889-97 anl. Plantage)". Først i 1912 fik Kjellerup station på Rødkjærsbro-Kjellerup Banen.
I 1875 omtales Grindsted således: "Grindsted ved Landeveien, med Kirke, Præstegaard, Skole, Districtslægebolig, Apothek og Kro". Beliggenheden i et købstadstomt område ved landevejen mellem Varde og Vejle, hvor sidevejen mod nord til Sdr. Omme gik fra, var fordelagtig. Det første marked afholdtes i 1870-erne i Grindsted. Endnu i 1880 havde byen kun 85 indbyggere og i 1890 123. Omkring århundredeskiftet blev Grindsted beskrevet således: "Grindsted (Grinsted; c. 1340: Grimsteth), ved Landevejen, med Kirke, Præstegd., Skole, Privatskole, meteorol. Station, Missionshus („Pella“, opf. 1891), Epidemihus (opf. 1903, med 8 Senge, for c. 32,700 Kr., Arkitekt: N. Christoph Hansen), Apotek, Distriktslægebolig, praktiserende Læge, Sparekasse for G.-Grene Sogne (opr. 1872; 31/3 1901 var Spar. Tilgodeh. 134,986 Kr., Rentef. 4 pCt., Reservef. 9598 Kr., Antal af Konti 602), Andelsmejeri (Kildevæld), Mølle, Bageri, Købmandshdlr., Dampfarveri med Uldspinderi og Klædefabrik, Skotøjsfabrik, m. m., Kro, Markedsplads (Marked i Juni og Sept.), Landbohjem, Postkontor og Telefonst." Allerede på dette tidspunkt havde Grindsted således udviklet sig til en mindre oplandsby med industri. I 1906 havde byen 307 indbyggere. I 1908 blev det besluttet at anlægge en diagonalbane gennem Jylland mellem Randers og Esbjerg. Foruden denne statsbane fik Grindsted i årene 1914-19 tre privatbaner, så Grindsted Station blev på få år et af Danmarks største jernbaneknudepunkter med baner i seks retninger.

### Det første industrielle opsving topper (1900-1915)
Tiden fra århundredeskiftet til 1. verdenskrig regnes i hovedsagen som den tid, hvor banenettet på noget nær nåede sin fuldstændige udstrækning (enkelte banestrækninger anlagdes først i mellemkrigstiden). I forbindelse hermed fik mange større og mindre vejbyer også i disse år baneforbindelse som et led i bestræbelserne på at fremme deres trivsel yderligere. Ved siden af stationsbyerne voksede også et antal mindre vejbyer op, fortrinsvis i egne uden jernbaneforbindelse. De fleste egentlige vejbyer i blev således udviklede allerede mellem 1880 og 1915.
Tiden mellem 1900 og 1915 udgjorde de nye bydannelsers foreløbige højdepunkt. De fleste byer nåede i disse år at få mølleri, savværk eller maskinsnedkeri, maskinfabrik, teglværk og/eller cementstøberi, hvis de ikke allerede havde, desuden trælasthandel, isenkræmmer, bank, sparekasse, sagfører, vand-, gas- og elektricitetsværk, telegraf- og telefoncentral. Byerne voksede stærkt, og mange nåede op over 750 indbyggere. Samtidig synes der at være en tendens til rangorden med hensyn til oplandstjenester.
De bymæssige bebyggelsers udvikling skal utvivlsomt ses blandt andet på baggrund af oprettelsen af elektricitetsværker: antallet af offentlige værker og deres maskinkraft voksede fra 13 værker med 2.722 HK i 1897 til 412 med 88.636 HK i 1914. Langt de fleste værker blev lagt i bymæssige bebyggelser, hvorved mulighederne for brug af mekanisk kraft fremmedes på samme måde, som det et halvt århundrede tidligere havde været tilfældet for købstædernes vedkommende.
Til belysning af industriens betydning kan med forsigtighed byernes andele af indbyggerne sysselsatte i industri og håndværk 1911 tjene. Af udtalte industribyer (mere end 50 % sysselsatte i industri og håndværk) kan nævnes Assens cementby. Af byer med 40-50 % sysselsatte i industri og håndværk kan nævnes: Hørsholm, Horslunde, Eskildstrup, Gislev, Dybvad, Snedsted, Hørdum, Vestervig, Bælum, Gedsted, Hammel, Jelsmark, Kibæk, Ansager, og Gørding. Forudsættes, at håndværket udgjorde 15-20% af de sysselsatte, kan industriens andel skønsmæssigt sættes til 25-35% i disse byer.
Derimod spillede handel og omsætning en mindre rolle i vejbyerne. Udtalte handelsbyer (mere end 25 % sysselsatte i handel og omsætning) var: Roslev, Nørre Nebel. Af byer med 20-25 % sysselsatte i handel og omsætning kan nævnes: Svinninge, Nørre Saltum, Oksbøl.

### Det første industrielle opsving ender (1915-1960)
Tiden omkring 1. verdenskrig markerer et skifte i vilkårene for byudviklingen i Danmark:
For det første var landet i den foregående vækstperiode blevet forsynet med stort set alle de oplandsbyer, der var behov for; der var derfor kun grundlag for, at meget få helt nye byer kunne opstå. Samtidig var de nye byer nået til et punkt, hvor yderligere vækst kun kunne ske på to måder:
- enten ved at forøge sin rolle i oplandshandelen, hvilket kun kunne ske på bekostning af omliggende byer og i konkurrence med købstæderne,
- eller ved industriel udvikling.

For det andet var bilismen voksende, såvel antallet af personbiler som lastbiler (varevogne) og rutebiler (busser). Derved ændredes vilkårene for samfærdselen i landet, såvel person- som fragtbefordringen. Det blev nu mere fordelagtigt at inddrage de muligheder, som vejnettet kunne give i disse, og dette indebar atter, at jernbanerne fik vanskeligere ved at klare sig i konkurrencen, især på kortere strækninger (indtil 50 km). I princippet betød dette, at behovet for fragtknudepunkter (omladningssteder) blev tilsvarende mindre, men dette synes helt frem til 1945 kun i ringe udstrækning at have ydet indflydelse, selv om visse banestrækninger blev nedlagte (efter 1930). Forklaringen herpå skal findes i det forhold, at bilerne ikke ændrede på de afstandsmæssige konkurrencevilkår større og mindre byer imellem: det var fortsat således, at jo kortere afstand til en by, desto lettere var den at nå. Kun hvis en mindre by helt savnede rutebilforbindelser eller vognmænd, måtte den mindske sin tiltrækningsevne på landbefolkningen. Dette indebar, at en jernbanestation – alt andet lige – fortsat ydede en vækstfremmende virkning på en by.
For industrien indebar de nye vilkår større valgfrihed med hensyn til beliggenhed. I takt med de stadigt mere frie rejsemuligheder for de ansatte fik det stedlige arbejdsmarkeds størrelse mindre betydning. For forædlingsvirksomheder, der fortrinsvis rettede sig mod et stedligt opland (håndværkere, mejerier, slagterier og lignende) var en forholdsvis spredt beliggenhedsfordeling tæt på kundekredsen en fordel. For større forædlingsvirksomheder, hvis varer henvendte sig til hele landet, var gode fragtforbindelser (det vil sige station med godsbefordring) det vigtigste behov ved siden af adgangen til råvarer (ofte stedlige råstoffer eller landbrugsprodukter). En forsat decentral industrialisering var således mulig, selvom intet hindrede en beliggenhed i tilknytning til større byer.
For engroshandelen måtte en vis samling være en fordel således, at fordelingsknudepunkterne lå jævnt fordelt ud over landet. Behovet for sådanne steder var begrænset, men det var ikke i sig selv afgørende, at disse knudepunkter lå i større byer, selvom dette ofte var tilfældet.
For detailhandelen var det vigtigste ved beliggenhedsvalget størrelsen af det kundeopland, man henvendte sig til, set i forhold til forekomsten af konkurrenter. En del udvalgsvarer havde større kundeoplande end dagligvarer, hvorfor sidstnævnte havde et mere spredt fordelingsnet. For tjenesteydelser gjorde tilsvarende hensyn sig gældende.
For befolkningens bopælsvalg var hensynet til arbejdspladsens beliggenhed på den ene side og muligheden for (det vil sige adgangen til) at få opfyldt ulige vare- og tjenestebehov det afgørende. Da de fleste var tilknyttet industrien, fik denne størst betydning, men det voksende embedsvæsen, handel og tjenesteydelser udøvede en omtrent lige så stor indflydelse.

#### Vejbyer i mellemkrigstiden
Den stigende landevejsfærdsel efter Første Verdenskrig var kun i få tilfælde medvirkende til fremkomsten af nye bydannelser mellem 1915 og 1930, således havde følgende nye byer mindst 400 indbyggere i 1935 (fraset fiskerlejer, byer i Sønderjylland, byer med jernbanestation og byer, der allerede i 1916 havde 400 indbyggere): Hammersholt (451), Villingebæk (454), Ny Fløng (405), Strøby (434), Gislev (436), Horne (459), Ommel (687), Vindeby på Tåsinge (434), Særslev (430), Bregninge (566), Haverslev (414), Nørre Bindslev (590), Nørre Saltum (511), Hundborg (440), Ans (469). Af andre byer kan nævnes Flauenskjold, Øster Brønderslev, Mou, Als og Ranum i Nordjylland, Øster Jølby, Karby og Vils på Mors, Gylling i Østjylland, Tranebjerg og Onsbjerg på Samsø, Hoptrup i Sønderjylland, Søndersø på Fyn, Boeslunde på Sydsjælland og Guldborg på Falster. Befolkningsudviklingen for vejbyerne kan i årene fra 1916 til 1955 belyses som følger:
| år                | 1916 | 1921 | 1925 | 1930 | 1935 | 1940 | 1945 | 1950 | 1955 |
| ----------------- | ---- | ---- | ---- | ---- | ---- | ---- | ---- | ---- | ---- |
| Flauenskjold      | 216  | 308  | 319  | 447  | 485  | 490  | 515  | 449  | 587  |
| Øster Brønderslev |      |      |      |      |      |      |      | 522  | 491  |
| Nørre Saltum      | 299  | 404  | 384  | 409  | 511  | 499  | 588  | 586  | 602  |
| Nørre Bindslev    |      |      | 556  | 495  | 590  | 631  | 666  | 745  | 747  |
| Jerslev           |      |      | 773  | 861  | 995  | 927  | 1058 | 1126 | 1163 |
| Brovst            | 335  | 394  | 390  | 374  | 318  | 268  | 246  | 234  | 267  |
| Terndrup          | 422  | 397  | 388  | 422  | 401  | 441  | 426  | 498  | 472  |
| Ranum             | 599  | 676  | 667  | 764  | 783  | 824  | 846  | 918  | 920  |
| Gedsted           | 499  | 545  | 613  | 671  | 631  | 714  | 730  | 814  | 904  |
| Øster Jølby       |      |      |      |      |      |      |      | 318  | 359  |
| Karby             |      |      | 334  | 260  | 293  | 292  | 288  | 343  | 270  |
| Vils              | 165  |      |      |      |      | 298  | 332  | 313  | 323  |
| Assens            | 1313 | 1402 | 1553 | 1559 | 1599 | 1505 | 1556 | 1324 | 1319 |
| Rønde             | 734  | 843  | 993  | 883  | 959  | 981  | 1119 | 1270 | 1300 |
| Gylling           | 486  | 524  | 482  | 495  | 451  | 468  | 481  | 489  | 493  |
| Holsted           | 857  | 1014 | 1039 | 988  | 1003 | 1041 | 1106 | 1175 | 1142 |
| Tranebjerg        | 596  | 668  | 805  | 794  | 798  | 659  | 771  | 864  | 810  |
| Onsbjerg          | 428  |      |      | 377  | 425  | 340  | 335  | 293  | 319  |
| Søndersø          | 480  | 488  | 519  | 542  | 556  | 546  | 585  | 608  | 590  |
| Særslev           |      |      |      | 395  | 430  | 399  | 390  | 377  | 371  |
| Gislev            | 385  | 287  | 250  | 426  | 436  | 463  | 553  | 536  | 487  |
| Guldborg          | 290  | 283  | 269  | 265  | 325  | 488  | 539  | 648  | 621  |
| Fuglebjerg        | 555  | 650  | 737  | 760  | 812  | 780  | 854  | 918  | 931  |
| Fensmark          |      |      |      |      |      | 390  | 416  | 1245 | 1403 |

Af disse byer kan Jerslev, Gedsted, Tranebjerg og Fuglebjerg (sammen med Ørsted) illustrere den forholdsvis store vejby, der bibeholdt en rolle som oplandsby, Ranum var en seminarieby, Assens og Fensmark var rene industribyer, Guldborg eksemplet på en ny bydannelse i tilknytning til en bro, mens Øster Jølby, Karby og Vils kan illustrere den lille vejby, der netop formåede at bringe sig op over landsbystadiet.
Til at belyse vejbyernes udvikling med hensyn til oplandsydelser i mellemkrigstiden skal anføres udviklingen i Gedsted i Himmerland:
| Gedsted                  | 1921 | 1940 |
| ------------------------ | ---- | ---- |
| Byggefag                 | 3    | 9    |
| Fremstillingsfag         | 3    | 6    |
| Butiksfag                | 6    | 7    |
| Reparationsfag           | 4    | 8    |
| Servicefag               | -    | 6    |
| Fødevarehandel           | -    | 3    |
| Tekstilhandel            | 3    | 8    |
| Anden handel             | -    | 3    |
| I alt håndværk og handel | 19   | 50   |

Det fremgår heraf, at vejbyen Gedsted overlevede kriseårene ganske godt med en stor fremgang i antallet af håndværkere og handlende.
Tiden mellem Første Verdenskrig og 1930 var en tid, hvor antallet af sysselsatte inden for håndværk og industri som helhed udviste påfaldende fremgang, ikke kun i købstæder men også i mindre byer – med andre ord: håndværk og industri kunne mere end opveje den stagnation, som indskrænkninger i landbrugsomsætningen måtte bevirke, og gav derved også de mindre stationsbyer og vejbyer et nyt marked: lønnede fabriks- og værkstedsarbejdere.
Blandt byer med meget stor fremgang i antal sysselsatte i industri og håndværk kan nævnes Hjallerup (332). Blandt byer med markant fremgang (200-300 personer) kan nævnes: Stige, Strib, Glamsbjerg, Dybvad, Dronninglund, Aså, Hornslet, Harboøre, Ansager. Blandt byer med klar fremgang (100-200 personer) kan nævnes: Slangerup, Bandholm, Øster Vrå, Løkken, Øster Agger, Nørager, Gedsted, Højslev, Assens, Hammel, Juelsminde. Mange byer havde mindre fremgange og kun et fåtal udviste egentlig, oftest små nedgange.
Krisen i 1930-erne og under krigen fik ingen betydning for den fortsatte urbanisering: andelen af befolkningen, der boede i landdistrikterne faldt fra 41,1% i 1930 til 36,0% i 1940 og 32,7% i 1950. Nok forblev de bymæssige bebyggelsers andel af befolkningen stort set uændret (10,9% i 1930, 9,4% i 1940, 10,7% i 1950) men i absolutte tal voksede antallet af indbyggere i stationsbyer med videre fra 388.000 i 1930 til 458.000 i 1950. Både hovedstaden og købstæder med deres tilhørende forstæder havde en voksende befolkning, både absolut og forholdsmæssigt. Hovedstaden havde 771.000 indbyggere i 1930, 890.000 indbyggere i 1940 og 975.000 indbyggere i 1950 svarende til henholdsvis 21,7% af befolkningen 1930, 23,2% i 1940 og 22,8% i 1950, hovedstadens forstæder havde 25.000 indbyggere i 1930 men 193.000 indbyggere i 1950 svarende til henholdsvis 0,7% af befolkningen i 1930, 4,5% i 1950. Købstæderne havde i alt 788.000 indbyggere i 1930 og 1.131.000 indbyggere i 1950 svarende til 22,2% af befolkningen 1930 og 26,4% i 1950, deres forstæder havde 121.000 indbyggere i 1930 og 125.000 indbyggere i 1950 svarende til henholdsvis 3,4% af befolkningen i 1930 og 2,9% i 1950.
Under krisen i 1930-erne var forudsætningen for fortsat fremgang byernes evne til at tiltrække industri eller handel og oplandstjenester. Mange byer, der ikke kunne opfylde nogen af disse krav, stagnerede. Omvendt er det påfaldende, at flere byer med stærk befolkningsfremgang i kriseårene netop havde en samtidig industriel fremgang. Det er desuden påfaldende at stationsbyer ofte voksede stærkere end nærtliggende byer uden jernbanestation.
Mens mindre byer med få butikker og oplandstjenester og beliggenhed i nærheden af købstæder måtte lide under konkurrence fra disse, var fjernereliggende og større byer med alsidigt betjeningsudbud gunstigere stillet også i rutebilernes tidsalder. Af vejbyer med en vis oplandshandel i mellemkrigstiden kan nævnes Farsø, Gedsted, Hjallerup, Løkken i Jylland, Tranebjerg på Samsø, kendetegnende nok næsten alle mindre byer. For dagligvarehandelen havde vejfærdslen næppe den store betydning, idet oplandet for denne handel øjensynlig lå indenfor en omkreds af 3–5 km.
Det skal dog siges, at vejbyernes evne til at klare sig også i mellemkrigstiden var ringere end stationsbyernes – til trods for den fremvoksende bilisme. Dette ses blandt andet ved sammenligning af befolkningens udvikling i to hinanden nærtliggende byer:
| år   | Ørsted | Allingåbro |
| ---- | ------ | ---------- |
| 1906 | 851    | 444        |
| 1911 | 794    | 563        |
| 1916 | 873    | 722        |
| 1921 | 916    | 764        |
| 1925 | 971    | 778        |
| 1930 | 971    | 974        |
| 1935 | 899    | 962        |
| 1940 | 884    | 1069       |
| 1945 | 904    | 1072       |
| 1950 | 912    | 1249       |
| 1955 | 1006   | 1345       |

Det ses af denne sammenstilling, at vejbyen Ørsted – til trods for sit sygehus, en forholdsvis stor befolkning omkring 1900 og et mod konkurrence beskyttet handelsopland der omfattede hele Rougsø herred – alligevel sakkede agterud befolkningsmæssigt i forhold til stationsbyen Allingåbro. Det kan tilføjes, at omkring 1960 – da de gamle betjeningsforhold nåede et slutpunkt – havde Allingåbro (og i øvrigt nabostationsbyen Auning) ligeledes et væsentligt bredere betjeningsudbud end Ørsted.
Perioden kendetegnes i øvrigt ved en begyndende desurbanisering, hvor sysselsatte i industri og håndværk, handel og omsætning var bosatte i landdistrikter i nærheden af købstæder men uden for forstæderne samtidig med, at de i forhold til købstæderne fjernere liggende landsogne fortsat havde faldende indbyggertal.

#### På vej mod et vendepunkt
Den første efterkrigstid blev kendetegnet ved en tilbagevenden til "normale" tilstande. Samtidig udgjorde denne tid i virkeligheden afslutningen på den udvikling, der var startet omtrent hundrede år tidligere med indførelsen af dels næringsfriheden, dels industrielle forædlingsfremgangsmåder.
Omkring 1960 var handel og oplandstjenester kommet så nær fuldbyrdelsen af den udvikling, der var sat med næringsfrihedens indførelse: der var da udviklet og fuldbyrdet et netværk af oplandscentre i større og mindre byer med en veludviklet rangorden dels med hensyn til stedernes indbyrdes betjeningstilbud, dels med hensyn til de udbudte varers og tjenesters forekomst samtidig med en vis samling i bestemte betjeningsklasser. Omfanget af tjenester var vokset fra de få, der havde været i midten af 1800-tallet: købmand, kro, læge, apotek med flere til mere end hundrede, og hver by havde nu et betjeningsudbud, der afspejlede størrelsen af det opland, som byen betjente. Disse oplande havde nået en vist fasthed med hensyn til størrelse og afgrænsning, der havde kunnet anes allerede omkring århundredeskiftet. Endnu omkring 1960 var det muligt for Danmark som helhed at udskille 44 handelsområder og 64 handelsdistrikter, hver med sit større eller mindre centerområde, hvor henholdsvis et større og et mindre betjeningsudbud af udvalgsvarer og tjenesteydelser fortrinsvis blev søgt.
For industriens vedkommende nåede også denne et højdepunkt i betydning omkring 1960, som ikke siden skulle overgås. Nu var tiden kommet, hvor fortsat industriel udvikling muliggjorde frigørelse af arbejdskraft til fordel for de såkaldte serviceerhverv.

### Nye tider (1960-1975)
Allerede inden 1960 stod det klart, at såvel handel og tjenesteydelser som forædlingsvirksomhederne stod over for nye vilkår. Allerede samtiden var opmærksom på de forandringer, som samfærdsel, oplandsbetjening og industrien i stigende grad blev påvirket af.

#### Samfærdselsvilkårene forandres
Tiden efter 1945 kendetegnedes ved, at personbilens voldsomme vækst skabte helt nye og friere forudsætninger for befolkningens valg af bopæl og sysselsætningssted samtidig med, at de tidligere oplandsbaner i stort omfang blev nedlagte. Derved skete en stigende spredning af befolkningsvæksten, fremmet af privatbilerne. Vækstområderne. voksede fra at udgøre 18 % af landets areal i årene 1955-60 til henved 29 % i tiden 1965-70 Udviklingen er i bebyggelsesmæssig henseende gået fra forstadsdannelser til byspredning med tilhørende fjernpendling. Ligeledes er tidligere tiders søgning til et enkelt pendlingsmål afløst af pendling til flere mål; der tales om arbejdskraftoplande fastlagte derved, at enhver kommune henregnes til samme arbejdskraftopland som den kommune, hvortil den har størst udpendling. I 1970 var Danmarks derved inddelt i 51 arbejdskraftoplande med en gennemsnitlig rejselængde på 20 km. Samtidig førte bilismen til skærpet konkurrence mellem de handlende, hvor nye butikscentre og storforretninger indrettede efter bilejerskab bidrog til, at mange mindre og spredt boende handlende lukkede. Til gengæld synes bilismen at have fremmet fremstillingsvirksomhed i de mindre bymæssige bebyggelser, såvel udflytninger som nydannelser. Under bilismens vilkår ophæves tidligere tiders tilknytning mellem by og opland, tidligere tiders beliggenhedsfordele for fremstillingsvirksomheder og skævheder mellem ulige egnes adgang til tjenester. Dermed ophæves tillige ensartetheden eller fællestræk ved bebyggelsesudviklingen i ulige egne. I færdselsmæssig henseende er enhver udvikling muliggjort, og det er nu snarere andre forhold som fx byplanlægning, der styrer udviklingen.

#### Brancheglidning og butikscentre
Indtil midten af 1950-erne var der ikke sket meget inden for dansk detailhandel. Selvom den voksende befolkning og et stigende forbrug gav større omsætningsmuligheder, var der endnu ikke sket nydannelser af betydning i varesalget af samme slags, som da allerede var sket i USA og til dels Sverige. Det var endnu de gamle butikstyper fra før krigen, der var fremherskende.
I slutningen af 1950-erne begyndte imidlertid at ske forandringer inden for detailhandelen som siden tiltog i omfang og hastighed. Selvbetjeningsformen, supermarkeder og varehuse blev stadig mere almindelige foreteelser og medvirkede til, at detailhandelen skiftede egenart. Stadig flere mindre butikker lukkede, ikke mindst i landdistrikterne men også i mange byer. I begyndelsen af 1960-erne slog nye butikscentre, byggede som samlede komplekser og tilpasset den voksende skare af bilkørende kunder med gode parkeringsforhold og adgangsveje, igennem og ændrede indkøbsmønsteret. Desuden skete en brancheglidning, idet mange handlende og ikke mindst supermarkederne i stigende grad begyndte at forhandle andre varer end de daglige fødevarer, hvorved udvalgsvarehandelen til dels blev trængt. Samtidig indebar den da stadig mere omfattende byplanlægning, at nye, større boligområder ofte blev planlagt enten med et eget butikscenter eller under hensyn til butikscentre i nærheden, hvorved købstædernes gamle bymidteforretninger mistede betydning i handelen.
Sideløbende med udviklingen i handel og tjenesteydelser skete der forandringer i den offentlige betjening, idet den del af tjenesteydelserne, der påhvilede det offentlige – børnehaver, skoler, sports- og fritidsanlæg, biblioteker med mere – nu i stigende grad blev lagt ud fra samlede helhedsmålsætninger, hvilket atter fremmede eller hæmmede befolkningens søgen til bestemte steder (egnscentre).

#### Forædlingsvirksomhedernes beliggenhed forandres
Med den voksende rørlighed, som den bilejende befolkning opnåede, forandredes også mulighederne for lokaliseringen af arbejdspladsen, hvilket endnu i 1960-erne i udstrakt grad ville sige industrien.
Tiden efter 1945 kendetegnes ved oprettelsen eller udvidelsen af en række store virksomheder: Danfoss, Lindøværftet, Codan, Lego, HTH m.fl.

### Det anden industrielle krise (tiden efter 1975)
Efter 1970 skete der et markant skifte, idet mindre byer begyndte at vokse hurtigere og samtidig udviste en kraftig industrialisering, mens de store byer stagnerede og endda udviste faldende indbyggertal. Denne udvikling er sat i forbindelse med kommunalreformen i 1970, hvor et antal byer blev center for de ny storkommuner, men udviklingen skal tillige ses i lyset af den grad af initiativ, der blev udvist i de mindre byer for at modvirke den krise, der ramte landet.
Det kan fastslås, at skiftet i industiens fordeling ikke så meget skyldes udflytning af eksisterende industrien fra de gamle storbyer til mindre omegnsbyer men fortrinsvis oprettelse af nye virksomheder i småbyerne samtidig med, at en del virksomheder i den større byer indskrænkedes eller afvikledes helt.
Bilismens fortsatte fremskriden har alt andet lige bedret vejbyernes vilkår: dels er der kommet mange nye vejbyer til, dels har byerne i det store og hele kunnet fastholde deres indbyggertal, og mange er endda vokset. Den voksende rørelsesfrihed i kombination men den nye kommunikationsteknologi (mobiltelefoner, computere med videre) gør, at befolkningen uden videre kan bo i vejbyerne uden at føle mangler. Vejbyerne har derfor gode muligheder for deres fremtidige udvikling.
Nedenstående tabel kan passende illustrere befolkningsudviklingen for en række vejbyer siden 1975.
| år                | 1976 | 1981 | 1986 | 1990 | 1996 | 2000 | 2004 |
| ----------------- | ---- | ---- | ---- | ---- | ---- | ---- | ---- |
| Flauenskjold      | 718  | 758  | 787  | 783  | 778  | 782  | 734  |
| Øster Brønderslev | 713  | 812  | 897  | 922  | 874  | 915  | 907  |
| Hjallerup         | 2333 | 2769 | 2875 | 3166 | 3167 | 3217 | 3331 |
| Nørre Bindslev    | 1110 | 1157 | 1181 | 1164 | 1148 | 1179 | 1179 |
| Gedsted           | 1043 | 1049 | 1028 | 1006 | 989  | 1001 | 960  |
| Øster Jølby       | 567  | 643  | 650  | 681  | 657  | 637  | 666  |
| Karby             | 358  | 358  | 375  | 370  | 351  | 349  | 332  |
| Vils              | 408  | 469  | 470  | 474  | 472  | 448  | 473  |
| Assens            | 1387 | 1637 | 1648 | 1569 | 1577 | 1532 | 1549 |
| Ørsted            | 1199 | 1262 | 1290 | 1340 | 1402 | 1519 | 1521 |
| Rønde             | 1652 | 1745 | 1881 | 1909 | 2028 | 2179 | 2310 |
| Tranebjerg        | 788  | 830  | 856  | 813  | 822  | 786  | 804  |
| Onsbjerg          | 274  | 254  | 244  | 268  | 270  | 256  | 238  |
| Hårby             | 2050 | 2240 | 2248 | 2313 | 2344 | 2356 | 2372 |
| Søndersø          | 2251 | 2667 | 2830 | 2948 | 2946 | 2788 | 2907 |
| Gislev            | 1158 | 1519 | 1544 | 1576 | 1585 | 1545 | 1537 |
| Fuglebjerg        | 1445 | 1717 | 1714 | 1767 | 1816 | 1869 | 1957 |
| Fensmark          | 2890 | 3496 | 3620 | 3666 | 3832 | 3948 | 4169 |
| Osted             | 2065 | 2233 | 2118 | 2083 | 1899 | 1948 | 2030 |

Vejbyer vil således fortsat udgøre et markant indslag i den danske bebyggelse.